# هاینکل هائی ۴۵
هاینکل ۴۵ (به انگلیسی: Heinkel He 45) یک هواگرد ساختِ کارخانهٔ هاینکل در کشور آلمان است . نخستین استفاده‌کنندهٔ این هواگرد نیروی هوایی آلمان نازی بوده‌است. این هواگرد برای نخستین بار در ۱۹۳۱ میلادی مورد استفاده قرار گرفت.